# Middlesex Championships 1905
Die Middlesex Championships 1905 als offene internationale Meisterschaften im Badminton von Middlesex fanden am 2. Januar 1905 in der Ealing Badminton Hall statt.

## Finalergebnisse
| Disziplin      | Sieger                                 | Finalist                                  | Ergebnis          |
| -------------- | -------------------------------------- | ----------------------------------------- | ----------------- |
| Herrendoppel   | C. T. J. Barnes Stewart Marsden Massey | Henry Norman Marrett Albert Davis Prebble | 15-3, 15-7        |
| Damendoppel    | Ethel Thomson Meriel Lucas             | Dorothea K. Douglas Daisey St. John       | 15-3, 15-11       |
| Mixed          | George Alan Thomas Ethel Thomson       | Stewart Marsden Massey Meriel Lucas       | 4-15, 15-5, 15-11 |
| Vetranendoppel | Richard Henry Abbatt Albert Cowley     | George William Vidal J. H. E. Hart        | 15-9, 15-9        |